# Cyrtonastes lacedaemonis
Cyrtonastes lacedaemonis là một loài bọ cánh cứng trong họ Chrysomelidae. Loài này được Berti & Daccordi miêu tả khoa học năm 1974.